# Dương Hồng Sơn
Dương Hồng Sơn (sinh ngày 20 tháng 11 năm 1982) là một cựu cầu thủ bóng đá chơi ở vị trí thủ môn. Hiện nay, anh đang làm huấn luyện viên của đội Trẻ Hà Nội.
Là chủ nhân Quả bóng vàng Việt Nam năm 2008, anh được đánh giá là một trong những thủ môn xuất sắc nhất lịch sử bóng đá Việt Nam.
Anh là thủ môn xuất sắc nhất 5801, từng đạt bốn giải găng tay vàng vào 4 năm liên tiếp 2010–2014. Với 300 trận đã đấu, anh giữ sạch lưới đến 180 trận. Tại giải vô địch bóng đá Đông Nam Á 2008, Dương Hồng Sơn đã thi đấu rất xuất sắc và là một trong những cầu thủ quan trọng giúp cho đội tuyển Việt Nam lần đầu tiên đoạt cúp vô địch, anh cũng đoạt được danh hiệu "Cầu thủ xuất sắc nhất" tại giải này.

## Sự nghiệp cầu thủ

### Giai đoạn đầu
Dương Hồng Sơn sinh ra trong một gia đình lao động ở Cầu Giát, huyện Quỳnh Lưu, Nghệ An. Giống như nhiều cầu thủ khác, anh cũng đam mê bóng đá từ nhỏ và đến năm 1995, anh đã cùng đội trẻ của Quỳnh Lưu thi đấu với đội trẻ Sông Lam Nghệ An, khi đó do huấn luyện viên Nguyễn Văn Huy dẫn dắt. Từ đó, anh đã được huấn luyện viên Nguyễn Văn Huy chú ý đến.

### Sông Lam Nghệ An
Sau khi trở thành người của Sông Lam Nghệ An, Dương Hồng Sơn chăm chỉ luyện tập và một năm sau đã cùng với U-14 SLNA vô địch toàn quốc. Hai năm sau đó, Dương Hồng Sơn lại cùng những Phan Thanh Hoàn, Chu Ngọc Cảnh, Nguyễn Công Mạnh vô địch U-16 quốc gia.
Với 2 danh hiệu trên, Sơn được chọn vào đội tuyển U-16 quốc gia Việt Nam. Rất may cho Sơn là khi đó, hầu như toàn đội đều là cầu thủ của SLNA nên cả hai huấn luyện viên cũng là của SLNA: Nguyễn Hồng Thanh và Nguyễn Thành Vinh.
Đã từng có thời gian huấn luyện viên Nguyễn Thành Vinh cho Sơn lên đá trung vệ và hậu vệ bởi thể hình nhỏ bé của anh, nhưng cả hai vị trí này đều không thành công. Sau đó, huấn luyện viên Nguyễn Hồng Thanh đã nói với ông: "Những thủ môn nhỏ bé, nếu chăm chỉ luyện tập, tự tin và có năng khiếu vẫn trở thành những thủ môn tốt". Và từ đó, ông lại đưa Hồng Sơn trở về với vị trí thủ môn.
Năm 2002, Hồng Sơn được ban lãnh đạo đem cho Hà Nội ACB mượn. Sau một mùa bóng thi đấu ở đây, anh đã giúp CLB lên hạng. Trở về với SLNA, ngay trong mùa giải đầu tiên được bắt chính, anh đã để lại một ấn tượng không tốt. Trong một pha thiếu kiềm chế, anh đã đánh cùi chỏ vào cầu thủ Ngọc Thanh của Thể Công. Kết cục, Hồng Sơn bị ban lãnh đạo phạt và đẩy xuống đội trẻ thi đấu.

### Hà Nội

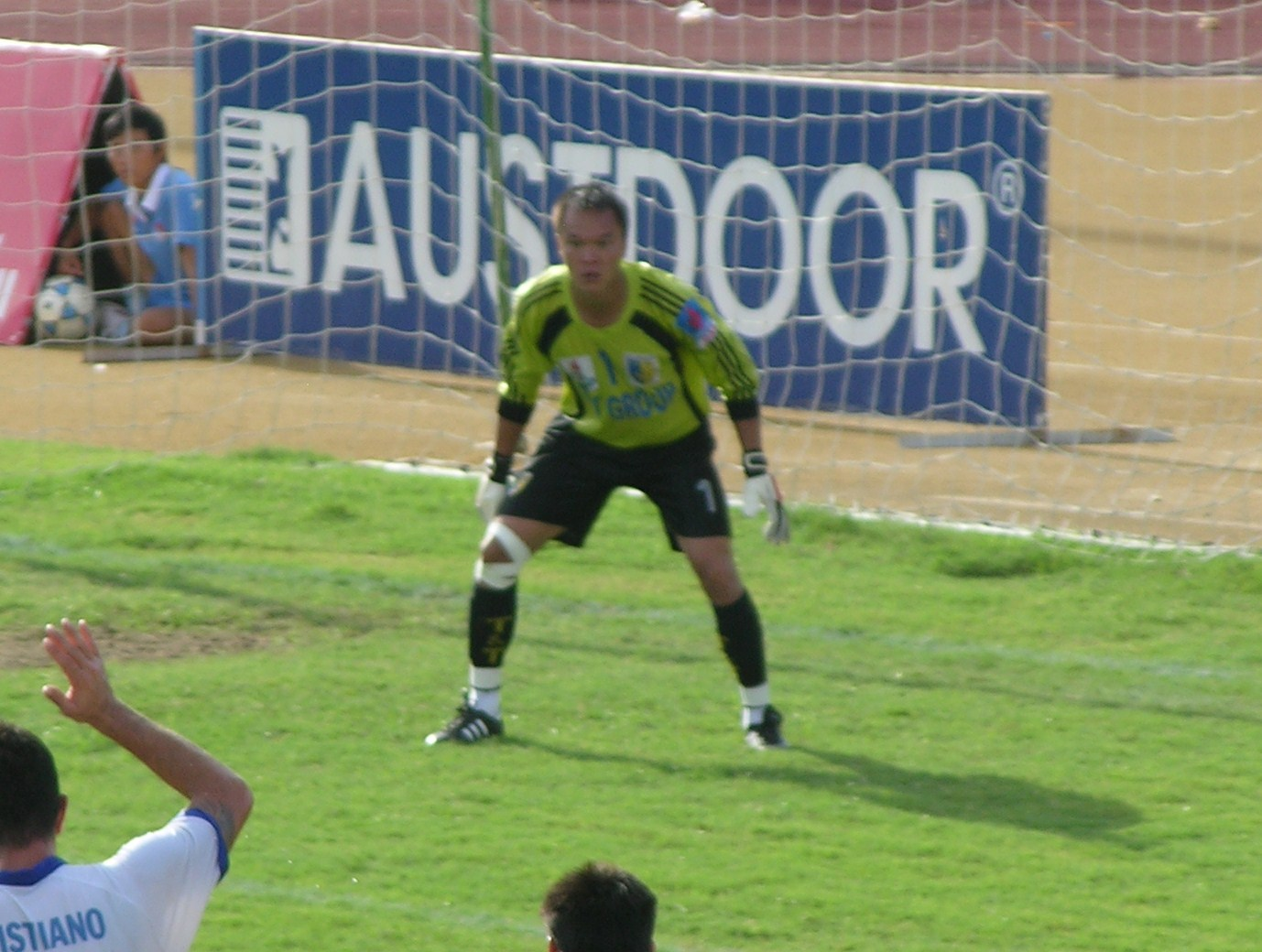
Hồng Sơn trong màu áo Hà Nội T&T tại V.League 1 2009.

Sau mùa giải 2007, Sông Lam Nghệ An hết hạn hợp đồng với Dương Hồng Sơn. Anh đã từ chối Xi măng Hải Phòng để chuyển đến Hà Nội T&T khi đó vừa lên hạng Nhất. Mặc dù thi đấu chưa được thật sự tốt trong một số trận đầu nhưng kết cục, anh vẫn cùng câu lạc bộ Thủ đô lên hạng V.League 1.

### Đội tuyển quốc gia
Dương Hồng Sơn được huấn luyện viên Alfred Riedl triệu tập để tập trung cho Asian Cup 2007. Anh đã chơi rất tốt trong các trận tiếp UAE và Qatar, giúp Việt Nam vào tứ kết nhưng đã để thua trước Iraq, đội bóng sau đó đã vô địch giải.
Tại AFF Cup 2008, Dương Hồng Sơn được bầu là cầu thủ xuất sắc nhất giải. Anh đã nhiều lần cứu thua cho đội tuyển bóng đá quốc gia Việt Nam đặc biệt trong các trận tiếp Singapore ở trận lượt về và trận tiếp Thái Lan trong cả hai lượt trận.

## Sự nghiệp huấn luyện viên
Sau khi có được bằng huấn luyện viên thủ môn và chấm dứt sự nghiệp cầu thủ, anh trở thành HLV thủ môn cho đội U-19 Hà Nội T&T.
Vài năm sau, anh đã tốt nghiệp bằng HLV trưởng hạng B và được giao nhiệm vụ quản lý đội trẻ Hà Nội thi đấu tại giải hạng nhì trong năm 2019. Tuy nhiên trong trận chung kết đối đầu với Bà Rịa - Vũng Tàu họ đã để thua với tỷ số 0–1 và để tuột mất cơ hội lên chơi tại Giải bóng đá hạng nhất quốc gia 2020. Sau đó, đội bóng của bầu Hiển được bàn giao về tỉnh Phú Thọ và thành lập đội bóng mới với tên gọi Câu lạc bộ bóng đá Phú Thọ.
Ngày 11 tháng 3 năm 2021, CLB Hà Nội chính thức bổ nhiệm Dương Hồng Sơn làm trợ lý HLV từ giai đoạn một mùa giải 2021.
Ngày 10 tháng 4 năm 2021, anh trở thành HLV trưởng CLB Quảng Nam đang chơi ở giải hạng Nhất.

## Thành tích

### Cầu thủ
Hà Nội
- Vô địch V-League 1: 2010, 2013, 2016
- Á quân: Hạng Nhất Quốc gia 2008

Đội tuyển Việt Nam
- Vô địch Giải vô địch bóng đá Đông Nam Á: 2008

Cá nhân
- Thủ môn xuất sắc nhất Giải vô địch bóng đá Đông Nam Á 2008
- Quả bóng vàng Việt Nam 2008

### Huấn luyện viên
Trẻ Hà Nội
- Á quân Giải bóng đá Hạng Nhì Quốc gia: 2019